# Peter Arundell
Peter John Arundell (* 8. November 1933 in Ilford, Essex, heute Redbridge, London; † 16. Juni 2009) war ein britischer Automobilrennfahrer.

## Karriere
Arundell startete seine Rennkarriere in der Formel Junior, deren Europameister er 1962 und 1963 wurde. 1963 fuhr er in der Formel 2 und in der britischen Formel-3-Meisterschaft, in der er im selben Jahr Meister wurde. Danach wechselte er in die Automobil-Weltmeisterschaft und absolvierte insgesamt elf Grand Prix in den Saisons 1964 und 1966 für das Lotus-Team.
Seine besten Platzierungen waren zwei dritte Plätze, die er direkt in seinen ersten beiden Rennen 1964 beim Großen Preis von Monaco und dem Großen Preis der Niederlande erreichte. Diese Leistung wurde erst im Jahre 2007 von Lewis Hamilton gebrochen, welcher die ersten neun Grand-Prix-Rennen auf dem Podest beendete. Bis zu seinem letzten Rennen im Rahmen der Automobil-Weltmeisterschaft beim Großen Preis von Mexiko 1966 erhielt Peter Arundell insgesamt zwölf WM-Punkte.

## Statistik

### Statistik in der Automobil-Weltmeisterschaft
Diese Statistik umfasst alle Teilnahmen des Fahrers an der Automobil-Weltmeisterschaft, die heutzutage als Formel-1-Weltmeisterschaft bezeichnet wird.

#### Gesamtübersicht
| Saison | Team       | Chassis  | Motor         | Rennen | Siege | Zweiter | Dritter | Poles | schn. Rennrunden | Punkte | WM-Pos. |
| ------ | ---------- | -------- | ------------- | ------ | ----- | ------- | ------- | ----- | ---------------- | ------ | ------- |
| 1964   | Team Lotus | Lotus 25 | Climax 1.5 V8 | 4      | −     | −       | 2       | −     | −                | 11     | 8.      |
| 1966   | Team Lotus | Lotus 43 | BRM 3.0 H16   | 1      | −     | −       | −       | −     | −                | 1      | 17.     |
| 1966   | Team Lotus | Lotus 33 | Climax 2.0 V8 | 5      | −     | −       | −       | −     | −                | 1      | 17.     |
| 1966   | Team Lotus | Lotus 33 | BRM 2.0 V8    | 1      | −     | −       | −       | −     | −                | 1      | 17.     |
| Gesamt | Gesamt     | Gesamt   | Gesamt        | 11     | −     | −       | 2       | −     | −                | 12     |         |

#### Einzelergebnisse
| Saison | 1   | 2   | 3   | 4   | 5  | 6 | 7 | 8 | 9 | 10 |
| ------ | --- | --- | --- | --- | -- | - | - | - | - | -- |
| 1963   |     |     |     |     |    |   |   |   |   |    |
|        |     |     | DNS |     |    |   |   |   |   |    |
| 1964   |     |     |     |     |    |   |   |   |   |    |
| 3      | 3   | 9   | 4   |     |    |   |   |   |   |    |
| 1966   |     |     |     |     |    |   |   |   |   |    |
|        | DNS | DNF | DNF | DNF | 12 | 8 | 6 | 7 |   |    |

| Legende  | Legende            | Legende                                                          |
| Farbe    | Abkürzung          | Bedeutung                                                        |
| -------- | ------------------ | ---------------------------------------------------------------- |
| Gold     | –                  | Sieg                                                             |
| Silber   | –                  | 2. Platz                                                         |
| Bronze   | –                  | 3. Platz                                                         |
| Grün     | –                  | Platzierung in den Punkten                                       |
| Blau     | –                  | Klassifiziert außerhalb der Punkteränge                          |
| Violett  | DNF                | Rennen nicht beendet (did not finish)                            |
| Violett  | NC                 | nicht klassifiziert (not classified)                             |
| Rot      | DNQ                | nicht qualifiziert (did not qualify)                             |
| Rot      | DNPQ               | in Vorqualifikation gescheitert (did not pre-qualify)            |
| Schwarz  | DSQ                | disqualifiziert (disqualified)                                   |
| Weiß     | DNS                | nicht am Start (did not start)                                   |
| Weiß     | WD                 | zurückgezogen (withdrawn)                                        |
| Hellblau | PO                 | nur am Training teilgenommen (practiced only)                    |
| Hellblau | TD                 | Freitags-Testfahrer (test driver)                                |
| ohne     | DNP                | nicht am Training teilgenommen (did not practice)                |
| ohne     | INJ                | verletzt oder krank (injured)                                    |
| ohne     | EX                 | ausgeschlossen (excluded)                                        |
| ohne     | DNA                | nicht erschienen (did not arrive)                                |
| ohne     | C                  | Rennen abgesagt (cancelled)                                      |
| ohne     | keine WM-Teilnahme |                                                                  |
| sonstige | P/fett             | Pole-Position                                                    |
| sonstige | 1/2/3/4/5/6/7/8    | Punktplatzierung im Sprint-/Qualifikationsrennen                 |
| sonstige | SR/kursiv          | Schnellste Rennrunde                                             |
| sonstige | *                  | nicht im Ziel, aufgrund der zurückgelegten Distanz aber gewertet |
| sonstige | ()                 | Streichresultate                                                 |
| sonstige | unterstrichen      | Führender in der Gesamtwertung                                   |

### Einzelergebnisse in der Sportwagen-Weltmeisterschaft
| Saison | Team                    | Rennwagen    | 1   | 2   | 3   | 4   | 5   | 6   |
| ------ | ----------------------- | ------------ | --- | --- | --- | --- | --- | --- |
| 1958   | Innes Ireland           | Lotus Eleven | BUA | SEB | TAR | NÜR | LEM | RTT |
| 1958   | Innes Ireland           | Lotus Eleven |     |     | 15  |     |     |     |
| 1959   | Cranham Service Station | Lotus Eleven | SEB | TAR | NÜR | LEM | RTT |     |
| 1959   | Cranham Service Station | Lotus Eleven |     | DNF |     |     |     |     |